# Verscholen dwergbloedbij
De verscholen dwergbloedbij (Sphecodes marginatus) is een vliesvleugelig insect uit de familie Halictidae. De wetenschappelijke naam van de soort is voor het eerst geldig gepubliceerd in 1882 door Hagens.